# Râul Daia, Homorod
Râul Daia este un afluent al râului Homorodul Mare. 

## Hărți
- Harta județului Harghita